# Ephraim Kishon

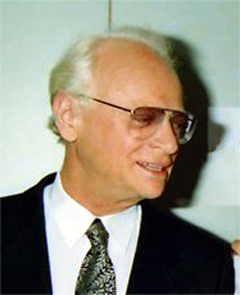
Ephraim Kishon (1994)

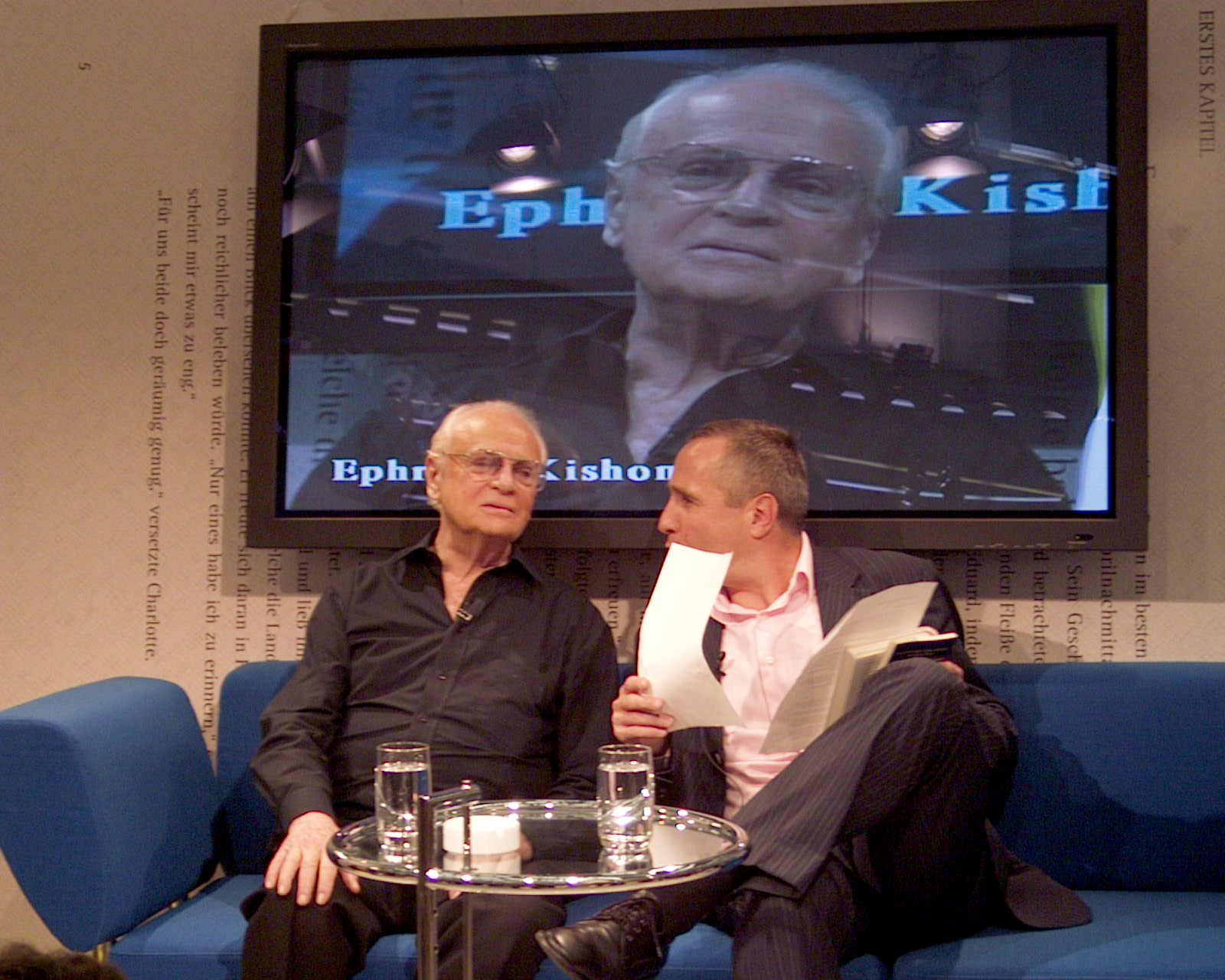
Ephraim Kishon im Interview mit Klaus Urban (2001)

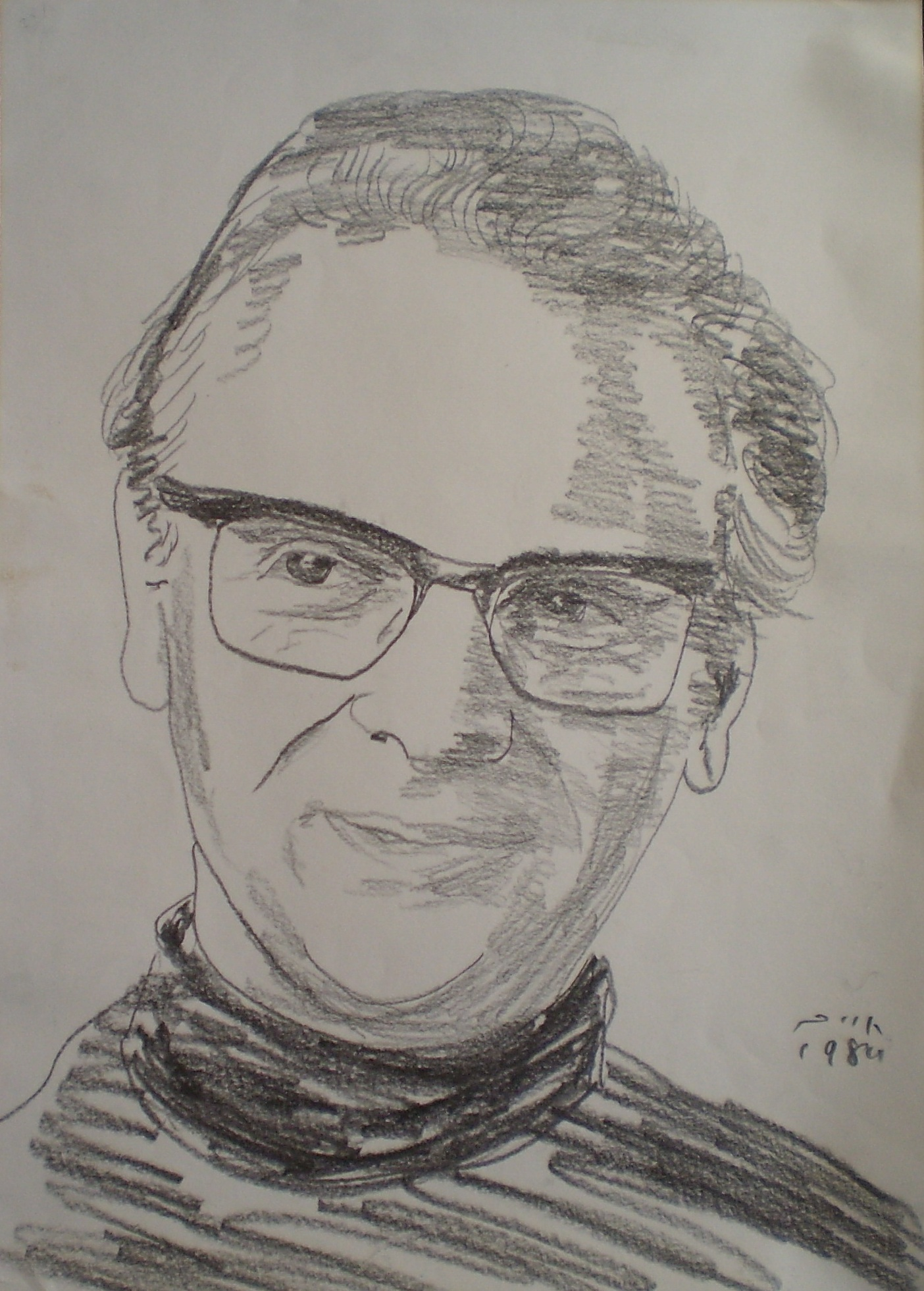
Ephraim Kishon, gezeichnet von Chaim Topol (1984)

Ephraim Kishon (hebräisch אפרים קישון), geboren als Ferenc Hoffmann (* 23. August 1924 in Budapest, Ungarn; † 29. Januar 2005 in Meistersrüte, Appenzell Innerrhoden, Schweiz), war ein israelischer Journalist, Schriftsteller und Film- und Theaterregisseur ungarischer Herkunft. Sein Schwerpunkt lag in der humoristischen Darstellung des israelischen Alltags und seines Familienlebens. Er schrieb zumeist Kurzgeschichten, aber auch Theaterstücke und Drehbücher. Kishon gilt als einer der erfolgreichsten Satiriker des 20. Jahrhunderts im deutschsprachigen Raum.

## Leben
Ephraim Kishon wurde unter dem Namen Ferenc Hoffmann in Budapest in eine ungarisch-jüdische Familie geboren und wuchs dort auch auf. Sein Vater Dezső Hoffmann war Bankdirektor, seine Mutter Erzsébet (Elisabeth), geborene Steiner, vormals dessen Sekretärin. Er hatte eine Schwester namens Ágnes. Sein Urgroßvater soll der „Wunderrabbi“ Immanuel Silberstein gewesen sein.
Seine Begabung wurde schon recht früh erkannt. So erhielt er 1940 den 1. Preis des ungarischen Novellenwettbewerbs für Mittelschüler. Wegen der erstmals 1920 in Ungarn eingeführten antisemitischen Gesetze, die den Hochschulzugang von Juden beschränkten und die 1938 verschärft worden waren, war ihm das Studium an einer Hochschule verwehrt, so dass er 1942 eine Ausbildung zum Goldschmied begann.
Im Jahr 1944 wurde Ephraim Kishon in das damals zu Ungarn gehörende Arbeitslager Jelšava, heute in der Slowakei, deportiert. Im letzten Kriegsjahr 1945 gelang ihm aus einem Gefangenentransport nach Polen die Flucht. Ein Großteil seiner Verwandtschaft aber kam in den Gaskammern von Auschwitz ums Leben. Seine Eltern und die Schwester Agnes überlebten die Judenverfolgung.
1945 geriet Kishon aus Willkür in einen sowjetischen Gefangenentransport in den Gulag, in den auch viele andere Juden unschuldig gelangten, konnte aber abermals entkommen. Danach studierte er an der Kunsthochschule und Universität Budapest Kunstgeschichte. 1948 machte er sein Diplom als Metallbildhauer (Diplom-Lehrer für Metallskulpturen) und Kunsthistoriker. Auf der Flucht vor dem kommunistischen System reiste er gemeinsam mit seiner Frau in einem Viehwagon über Bratislava nach Wien. Von dort wanderte er über Italien im Mai 1949 mit einem Flüchtlingsschiff nach Israel aus. Hier wurde sein Name Kishont – ein Name, den er sich zugelegt hatte, weil er im kommunistischen Ungarn weniger bürgerlich klang – in Kishon geändert (Kis-Hont ist ungarisch für „kleiner Hont“, wobei Kishont ein historisches Komitat im Königreich Ungarn war). Eine Anekdote, die auch in seinen Büchern vorkommt, beschreibt, wie er zu seinem späteren Namen kam: Ein Beamter im Hafen von Haifa stutzte diesen bei der Abwicklung der Einreiseformalitäten kurzerhand auf Kishon. Den Vornamen Ferenc ersetzte der Mann mit der lakonischen Bemerkung „gibt es nicht“ durch „Ephraim“.
Kishon lebte zunächst im Kibbuz Kfar HaChoresch, wo er als Krankenpfleger arbeitete und Hebräisch zu lernen begann. Während dieser Zeit veröffentlichte er humoristische Skizzen in der in Israel erscheinenden ungarischsprachigen Zeitung Új Kelet, in denen er vor allem seine Erfahrungen als Einwanderer satirisch verarbeitete. Er zog dann nach Jerusalem, wo er am Ulpan Etzion sein Sprachstudium fortsetzte und schnell fließend Hebräisch lernte, obwohl er sein Leben lang einen starken ungarischen Akzent behielt. 1951 begann Kishon eine satirische Kolumne in Omer, einer Zeitung in einfachem Hebräisch, zu schreiben, später in der Zeitung Davar (wo die erste Fassung seiner Satire „Der Blaumilch-Kanal“ erschien). Im selben Jahr erschien sein erstes Buch in Israel, העולה היורד לחיינו (Ha-ole Ha-Yored le-Chayenu, deutsch: „Der aufdringliche Immigrant“), eine Sammlung seiner Kolumnen für Új Kelet, die von Avigdor Hameiri vom Ungarischen ins Hebräische übersetzt wurden. 1952 begann er in der Zeitung Ma’ariv, der größten Tageszeitung Israels, unter dem Pseudonym Chad Gadja (Aramäisch: „Das kleine Lamm“) eine tägliche Kolumne in hebräischer Sprache zu schreiben, die er 30 Jahre lang fortführte. 1953 wurde sein Theaterstück Der Schützling im Nationaltheater Habimah aufgeführt. 1959 wählte die New York Times sein erstes ins Englische übersetzte Buch Look Back Mrs. Lot („Drehen Sie sich um, Frau Lot!“) zum „Book of the Month“. Damit begann Ephraim Kishons internationale Karriere.
Die Weltauflage seiner Bücher liegt bei 43 Millionen (davon 33 Millionen in deutscher Sprache). Auf Hebräisch sind ca. 50 Bücher, auf Deutsch etwa 70 Bücher erschienen (viele davon sind Zusammenstellungen bereits erschienener Geschichten). Weltweit sind es etwa 700 Bücher in 37 Sprachen. Ein im deutschen Sprachraum sehr bekanntes Werk ist die Bürokratie-Satire Der Blaumilchkanal. Großen Anteil an seinem Erfolg im deutschen Sprachraum hatte der österreichische Schriftsteller und Theaterkritiker Friedrich Torberg, der, ohne Hebräisch zu können, bis zu seinem Tod im Jahre 1979 die Bücher Kishons anhand der englischen Übersetzungen ins Deutsche übertrug und in Teilen (vertraglich vereinbart) nachdichtete. Nach Torbergs Tod (1979) übersetzte Kishon seine Bücher selbst ins Deutsche oder wurde von Gerhard Bronner übersetzt.
Viele Ausgaben von Kishons Büchern sind mit Illustrationen des 1923 geborenen österreichischen Zeichners und Karikaturisten Rudolf Angerer ausgestattet (signiert mit RANG).
Im Jahr 1964 gab Kishon mit dem Film Sallah – oder: Tausche Tochter gegen Wohnung, basierend auf einem seiner Werke, sein Debüt als Filmregisseur. Der Streifen wurde von Menahem Golan produziert und wurde als erste israelische Produktion überhaupt für den Oscar als bester fremdsprachiger Film nominiert. Bis 1986 folgten acht weitere Produktionen, bei denen Kishon als Regisseur beteiligt war. Auch sein Film Schlaf gut, Wachtmeister! erhielt eine Oscar-Nominierung; außerdem wurden seine Filme – neben einer Reihe anderer Auszeichnungen – dreimal mit dem Golden Globe bedacht.
Zielscheibe von Kishons Satiren waren neben den kleinen Ärgernissen des Alltags vor allem die Bürokratie und die große und kleine Politik, speziell in Israel. Daneben war der Kunsthistoriker Kishon seit seinem Theaterstück Zieh den Stecker raus, das Wasser kocht (1965) ein scharfer Kritiker der modernen Kunst und des dazugehörigen Kunstmarktes. Für die TV-Verfilmung dieses Stückes fertigte Kishon in satirischer Absicht sogar eigene Kunstwerke nach moderner Manier an. In dem Essay Picasso war kein Scharlatan (1985) und später in seinem Buch Picassos süße Rache (1995) vertiefte er, ausgehend von einem angeblichen selbstkritischen Interview Pablo Picassos mit Giovanni Papini, seine Kritik. Wenngleich er dabei an einigen Künstlern wie etwa Joseph Beuys oder Andy Warhol kein gutes Haar ließ, betonte er ausdrücklich, dass er nicht alle modernen Kunstwerke, sondern nur deren Überhöhung durch die Kunstkritik ablehne.

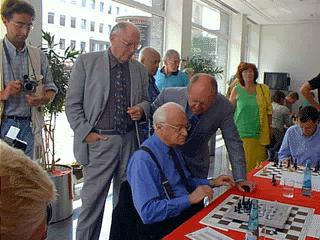
Ephraim Kishon spielt mit seinem Schachcomputer gegen den damaligen Weltmeister Vladimir Kramnik, Dortmund 2001

Ephraim Kishon empfand es als Ironie der Geschichte, dass er gerade in Deutschland so beliebt war. „Ich verspüre Genugtuung darüber, dass die Enkel meiner Henker in meinen Lesungen Schlange stehen“, hat er gesagt. Den jungen Deutschen gegenüber empfand er keinen Hass. Es gebe keine kollektive Schuld, sondern nur kollektive Schande. Mit seinem Humor habe er zur Versöhnung beitragen wollen.

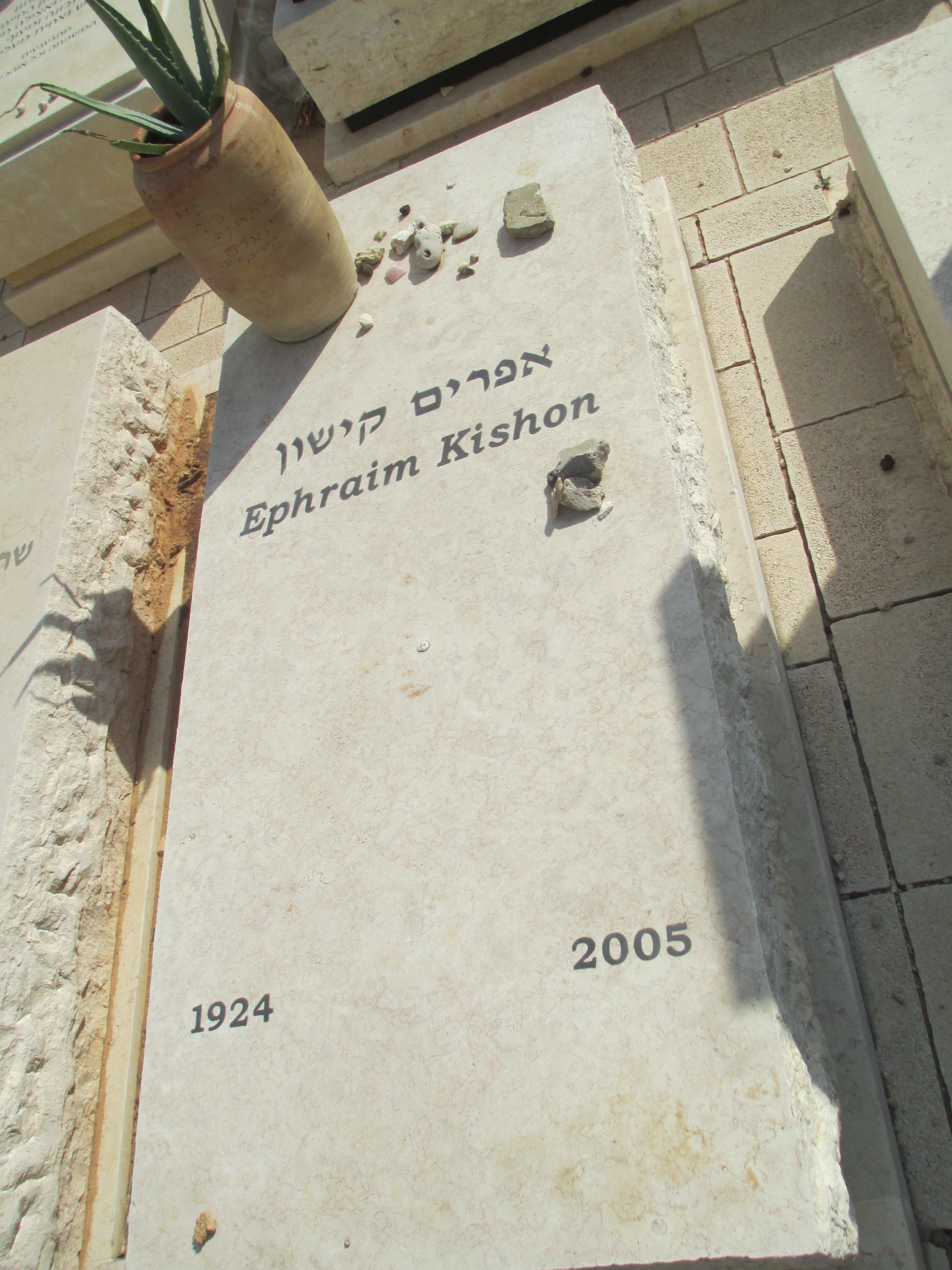
Ephraim Kishons Grab auf dem Trumpeldor-Friedhof in Tel Aviv

Schach, insbesondere Computerschach, gehörte zu Kishons Hobbys. 1990 wurde der Kishon Chesster auf den Markt gebracht, ein nach ihm benannter Schachcomputer mit Sprachausgabe, für den er die humoristischen Kommentare beisteuerte.
Eine weitere Leidenschaft Kishons galt dem Dreiband-Billard (Karambolage), bei dem er erfolgreich an Wettbewerben teilnahm. Die beiden Sportarten sah er durchaus als verwandt an:

„Sollte man mich fragen, warum ich ein verhinderter Billard-Champion bin, würde ich antworten: weil ich ein verhinderter Schach-Champion bin. Tatsächlich sind Schach und Billard wesensverwandt, was sich unter anderem dadurch erweist, dass die meisten großen Schachspieler Billard spielen. Die großen Billardspieler hingegen spielen kein Schach: es ist ihnen zu leicht. Womit ich nicht gesagt haben will, dass es einfacher ist, Schachweltmeister als Billardweltmeister zu werden. Auffallend ist aber, dass es mehr Meisterschaften am Schachbrett als am Billardtisch gibt. Das Spiel mit den Kugeln wird unterschätzt. …“

Anfang der 1980er Jahre ließ er sich in der Schweiz nieder und lebte abwechselnd in Appenzell und in Afeka, einem Stadtviertel von Tel Aviv.
Ephraim Kishon starb am 29. Januar 2005 an einem Herzinfarkt in seinem Haus in Meistersrüte. Noch am Vorabend seines Todes hatte er den Stuttgarter Nachrichten ein Interview gegeben. Kishon ruht auf dem Trumpeldor-Friedhof in Tel Aviv.
2016 wurde im 21. Wiener Gemeindebezirk Floridsdorf der Kishon-Weg nach ihm benannt.

## Familie
Kishons 1946 geschlossene erste Ehe mit Eva (Chawa) Klamer wurde geschieden; in zweiter Ehe heiratete er 1959 die Pianistin Sara Lipovitz († 2002), die im deutschen Sprachraum als „die beste Ehefrau von allen“ (oder, je nach Kontext, „die Schlange, mit der ich verheiratet bin“) bekannt wurde. Aus dieser Ehe gingen der Sohn Amir, der als Web-Designer in New York lebt, und die Tochter Renana hervor, die in Tel Aviv wohnt. Sein ältester Sohn Rafi aus erster Ehe ist Tierarzt, hat sein Veterinärstudium in Deutschland absolviert und ist für die israelischen Grünen aktiv. Ephraim Kishon war seit April 2003 in dritter Ehe mit der österreichischen Autorin Lisa Witasek verheiratet.

## Werke

### Bücher (Auswahl)

#### Sammlungen von Satiren
- Drehn Sie sich um, Frau Lot. Satiren aus Israel. Langen Müller Verlag, München 1961, DNB 452424887 (englisch: Look Back, Mrs. Lot. Übersetzt von Friedrich Torberg).
- Arche Noah, Touristenklasse. Neue Satiren aus Israel. Langen Müller Verlag, München/Wien 1963, DNB 452424860 (englisch: Noah's Ark, Tourist Class. Übersetzt von Friedrich Torberg).
- Der seekranke Walfisch oder Ein Israeli auf Reisen. Langen Müller Verlag, München/Wien 1965, DNB 452424909 (englisch: The Seasick Whale. Übersetzt von Friedrich Torberg).
- Wie unfair, David! und andere israelische Satiren. Langen Müller Verlag, München/Wien 1967, DNB 1021953016.
- Pardon, wir haben gewonnen. Vom Sechstagekrieg bis zur Siegesparade 1 Jahr danach. Mit Cartoons von Kariel Gardos. Langen Müller Verlag, München/Wien 1968, DNB 457212950 (englisch: Sorry We Have Won. Übersetzt von Friedrich Torberg).
- Nicht so laut vor Jericho. Neue Satiren (Blow Softly in Jericho, übersetzt von Friedrich Torberg). Langen-Müller-Verlag, München / Wien 1970.
- Kishons buntes Bilderbuch. (Übersetzt von Friedrich Torberg). Langen-Müller-Verlag, München / Wien 1971.
- Der Blaumilchkanal. Satirische Szenen. Langen Müller Verlag, München/Wien 1971, DNB 720030153.
- Salomos Urteil, zweite Instanz. Neue Satiren (übersetzt von Friedrich Torberg). Langen-Müller-Verlag, München / Wien 1972, ISBN 3-7844-1485-0.
- Kein Applaus für Podmanitzki. Satirisches (übersetzt von Friedrich Torberg). Langen-Müller-Verlag, München / Wien 1973, ISBN 3-7844-1520-2.
- Das große Kishon-Buch. Satiren (übersetzt von Friedrich Torberg). Langen-Müller-Verlag, München / Wien 1974, ISBN 3-7844-1552-0.
- Kein Öl, Moses? Neue Satiren (übersetzt von Friedrich Torberg). Langen-Müller-Verlag, München / Wien 1974, ISBN 3-7844-1554-7. (Platz 1 der Spiegel-Bestsellerliste vom 23. bis zum 29. Dezember 1974 und vom 24. Februar bis zum 9. März 1975)
- Die lieben Hochzeitsgäste Hyperion-Verlag 1974
- Kishons beste Familiengeschichten. Satiren (übersetzt von Friedrich Torberg). Langen-Müller-Verlag, München / Wien 1974, ISBN 3-7844-1599-7.
- In Sachen Kain und Abel. Neue Satiren. Langen / Müller-Verlag 1976 (Platz 1 der Spiegel-Bestsellerliste in den Jahren 1976 und 1977)
- Mein Freund Jossele. Auch Schwindeln will gelernt sein – Satiren. (Übersetzt von Friedrich Torberg). Langen-Müller-Verlag, München / Wien 1977, ISBN 3-7844-1659-4.
- ABC der Heiterkeit. Lebenshilfe für Eilige. Langen-Müller-Verlag, München / Wien 1978
- Wenn das Auto Schnupfen hat und andere vergnügliche Geschichten. G. Lentz-Verlag 1978
- Paradies neu zu vermieten. Neue Satiren (übersetzt von Friedrich Torberg). Langen-Müller-Verlag, München / Wien 1979, ISBN 3-404-12786-2. (Platz 1 der Spiegel-Bestsellerliste in den Jahren 1979 und 1980)
- Haitzingers Kishon Album. Langen Müller Verlag, München / Wien 1980
- … und die beste Ehefrau von allen. Ins Deutsche übertragen von Gerhard Bronner und Friedrich Torberg. Langen-Müller-Verlag, München / Wien 1981 (Platz 1 der Spiegel-Bestsellerliste im Jahr 1981)
- Fiin Daglings Kost. Nordfriisk Institut 1981
- Kishons beste Reisegeschichten. Eine Weltreise des Humors in 13 Länder. Herbig 1981
- Das Kamel im Nadelöhr. Neue Satiren. Ins Deutsche übertragen von Gerhard Bronner, Immanuel Rosenne und Friedrich Torberg Ullstein 1982
- Kishons schönste Geschichten für Kinder. Tosa Verlag 1982, ISBN 3-85001-338-3.
- Bekenntnisse eines perfekten Ehemanns. Langen / Müller-Verlag 1983
- Abraham kann nichts dafür. 66 neue Satiren (übersetzt von Gerhard Bronner). Langen-Müller-Verlag, München / Wien 1984, ISBN 3-7844-1850-3.
- Kishons beste Autofahrergeschichten. 1985, ISBN 3-404-14474-0.
- Picasso war kein Scharlatan. Randbemerkungen zur modernen Kunst. 1986, ISBN 3-7844-2102-4.
- Auch die Waschmaschine ist nur ein Mensch. Die besten Technikgeschichten. F. A. Herbig Verlagsbuchhandlung, München 1987, ISBN 3-7766-1454-4.
- Total verkabelt. 1989, ISBN 3-404-12742-0.
- Undank ist der Welten Lohn. 1990, ISBN 3-7844-2308-6.
- Nichts zu lachen. Die Erinnerungen. (Übers. von Ursula Abrahamy und Ephraim Kishon). Langen-Müller-Verlag, München / Wien 1993.
- Ein Apfel ist an allem schuld. (Übersetzt von Ephraim Kischon, Ursula Abrahamy und Friedrich Torberg). Langen-Müller in der F. A. Herbig-Verlagsbuchhandlung GmbH, München / Berlin 1994, ISBN 3-7844-2510-0.
- Picassos süße Rache. Neue Streifzüge durch die moderne Kunst. 1995, ISBN 3-7844-2453-8.
- … und was machen wir am Nachmittag? Satirisches über ein kleines Land. Langen-Müller-Verlag München / Wien 1998
- Alle Satiren. Langen Müller, München 1999, ISBN 3-7844-2738-3, Jubiläumsausgabe.
- Wer’s glaubt, wird selig. Politische Satiren. 1. Auflage. Langen-Müller-Verlag München / Wien 2000, ISBN 3-7844-2792-8.
- Schachcomputer. Gegner und Freund. Baumhaus-Verlag, ISBN 3-485-01702-7.
- Kishon für Österreicher … und alle, die es gern wären. (übersetzt von Friedrich Torberg). Langen-Müller-Verlag, München / Wien 2005, ISBN 3-7844-2988-2.

#### Romane
- Der Fuchs im Hühnerstall. Ein satirischer Roman. Langen Müller Verlag, München/Wien 1969, DNB 457212705.
- Mein Kamm, Satirischer Roman. Langen-Müller-Verlag, München 1997, ISBN 3-7844-2653-0.
- Der Glückspilz. Satirischer Roman. Langen-Müller-Verlag, München 2003, ISBN 3-7844-2935-1.

### Theaterstücke (Auswahl)
- 1953: Der Schützling (engl. Originaltitel: His Friend at Court)
- 1956: Schwarz auf Weiß. Ein satirisches Märchenspiel in drei Akten (engl. Originaltitel: Black on White)
- 1959: Kein Wort zu Morgenstern (engl. Originaltitel: Not A Word to Morgenstern)
- 1961: Der Trauschein (engl. Originaltitel: The Licence, deutsch von Helmut Castagne)
- 1963: Sie und Er (engl. Originaltitel: He and She)
- 1965: Zieh den Stecker raus, das Wasser kocht (engl. Originaltitel: Unplug, the Water is Boiling)
- 1967: Der Betrüger (engl. Originaltitel: The Swindler)
- ca. 1970: Wo der Pfeffer wächst (engl. Originaltitel: The Fifth Column)
- 1974: Es war die Lerche (engl. Originaltitel: It was the Lark)
- 1988: Sallah Shabati
- 1989: Es war die Nachtigall
- 1998: Der Vaterschaftsprozess des Josef Zimmermann

### Filme (Auswahl)
- 1964: Sallah Shabati oder Tausche Tochter gegen Wohnung.
- 1967: Ervinka.
- 1969: Der Blaumilchkanal. (hebr. Originaltitel: Te'alat Blaumilch)
- 1970: Schlaf gut, Wachtmeister! (hebr. Originaltitel: Ha-shoter Azulai)
- 1978: Der Fuchs im Hühnerstall. (hebr. Originaltitel: Ha-shu'al belul ha-tarnegolot)
- 1983: Der Trauschein.
- 1986: Zieh den Stecker raus, das Wasser kocht

## Auszeichnungen
- 1953: Nordau-Literaturpreis, Israel
- 1958: Sokolov-Preis, Israel
- 1966: Medaillon des bulgarischen Schriftstellerverbandes
- 1970: Herzl-Preis, Israel
- 1970: Jabotinsky-Preis
- 1978: Orden wider den tierischen Ernst (2002 nach Disput mit Norbert Blüm zurückgegeben)
- 1984: Neumann-Preis
- 1984: Karl-Valentin-Orden
- 1984: Shalom-Aleichem-Literatur-Preis, Israel
- 1988: Goldenes Schlitzohr
- 1996: Österreichischer Staatspreis für Kunst und Literatur
- 1998: Großer Literaturpreis von Ungarn
- 1999: Bialik-Preis, Israel
- 1999: Ungarischer Staatspreis für Literatur
- 2001: Münchhausen-Preis
- 2001: Der Asteroid (21010) Kishon wurde nach ihm benannt.
- 2002: Israel-Preis – für sein Lebenswerk
- 2004: DVD Champion – Lifetime Achievement Award für sein Lebenswerk
- 2013: Ephraim-Kishon-Literaturpreis. Nach Ephraim Kishon benannter und von Kishons Hausverlag Langen-Müller gestifteter Preis für den besten satirischen Roman. Einziger Preisträger ist Stefan Lehnberg mit seinem Roman Mein Meisterwerk, ISBN 978-3-7844-3318-9.
- Zudem erhielt er drei Golden Globe Awards und zwei Oscar-Nominierungen.